# ده کهنه هلو سعد
دِه کهنه هُلو سعد، مرکز دهستان هلیساد از توابع بخش میانکوه شهرستان اردل در استان چهارمحال و بختیاری ایران است.

## جمعیت
این روستا در دهستان میانکوه قرار دارد و براساس سرشماری مرکز آمار ایران در سال ۱۳۸۵، جمعیت آن ۱۴۰۰ نفر (۲۵۰خانوار) بوده‌است.

## مردم
مردم این روستا از ایل بختیاری ، باب بهداروند(بختیاروند)
از طایفه جانکی سردسیر تیره هلوسعدی(هلیسادی) هستند.
و به زبان لُری ، گویش بختیاری صحبت می کنند.
فامیلی ها: (عزیزی ،صفری ، پور رستم و..) میباشد.